# Profession religieuse
 (août 2025).
Si vous disposez d'ouvrages ou d'articles de référence ou si vous connaissez des sites web de qualité traitant du thème abordé ici, merci de compléter l'article en donnant les références utiles à sa vérifiabilité et en les liant à la section « Notes et références ».

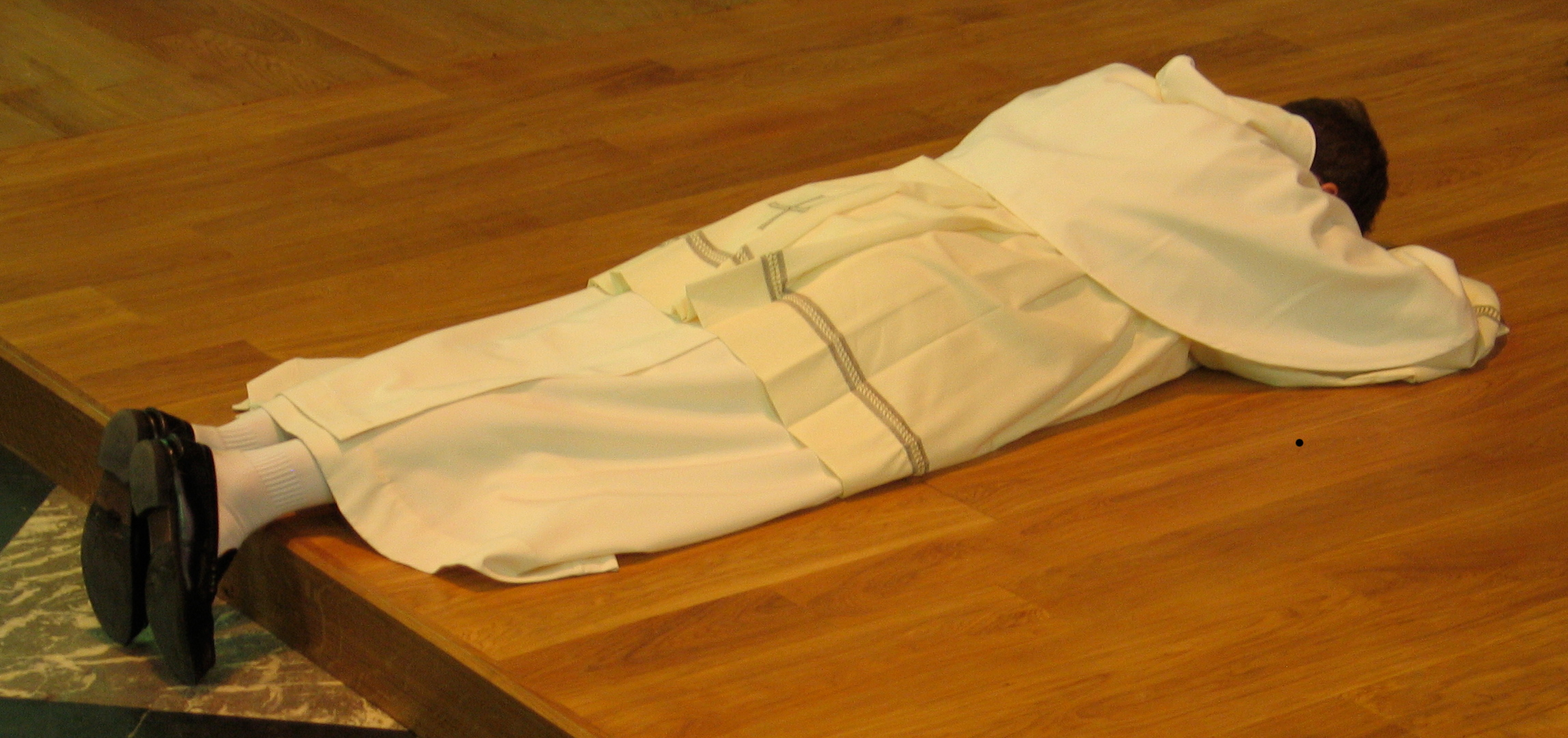
Prosternation durant la cérémonie de profession religieuse.

Une profession religieuse est la déclaration publique et officielle par laquelle un homme ou une femme entre dans la vie religieuse en prononçant les vœux de pauvreté, chasteté et obéissance, et s’engage à suivre Jésus selon les constitutions ou règles d’un institut de vie consacrée reconnu par l’Église catholique. Cette profession, qui peut être temporaire ou perpétuelle, se fait généralement lors d’une célébration eucharistique solennelle,,. 

## Histoire
Dans les premiers siècles du christianisme, des hommes et femmes vivaient dans la chasteté et la pauvreté sans que cette forme de vie soit formalisée publiquement. Une profession "tacite" existait, dans le fait que ces personnes vivaient différemment ou portaient des signes extérieurs (par exemple un vêtement) exprimant leur consécration religieuse.
Dès le IVe siècle (saint Basile) en Orient, et le VIe siècle (saint Benoît) en Occident, l'engagement religieux dans la vie monastique devient explicite et public. L'engagement "tacite" restera présent et accepté dans l'Église jusque 1857 : Pie IX y met fin.
Le premier manuel de législation de l'Église - le Décret de Gratien (vers 1140) - fait une distinction entre une profession solennelle (de "vœux solennels") et profession simple (de "vœux simples"). La profession solennelle rend tout mariage invalide. Dans les siècles qui suivent l'Église favorise les vœux solennels (ce sont alors les « Ordres religieux ») et cherche à supprimer les autres instituts (ou à empêcher leur création). Il devient alors acquis que la profession de vœux solennels est essentielle à l'état de vie religieux.
Au XVIe siècle, les Jésuites introduisent une profession simple, valide un certain nombre d'années avant que le religieux ne fasse sa profession solennelle. Cela permet à celui qui quittait la Compagnie de Jésus d'être délié de ses vœux. Bien qu'approuvée par l'Église, cette nouveauté engendre une telle controverse parmi théologiens et canonistes que le pape Grégoire XIII doit intervenir en 1584 pour menacer d'excommunication quiconque mettrait en question cette décision de l'Église.
Malgré les efforts de l'Église des instituts de "vœux simples" continuent à voir le jour, et étant donné les circonstances de vie (comme la période révolutionnaire en France) être approuvés. En 1857 Pie IX introduit dans les instituts masculins la profession temporaire (vœux pour trois ans) permettant aux candidats à la vie religieuse comme à l'institut qui le reçoit de mieux se connaître avant l'engagement définitif par une profession perpétuelle. En 1902 les congrégations religieuses féminines doivent suivre.

## Droit canonique
Le droit canon de 1917 impose à tous les instituts de vie consacrée une période de vœux temporaires de trois ans (éventuellement renouvelable). 
Le nouveau code de droit canon promulgué en 1983 confirme celui de 1917 et précise dans ses canons 654 à 658 ce qu’il entend par Profession religieuse.
- La profession simple temporaire doit se faire pour une période à définir par l’institut concerné : pas moins de trois ans et pas plus de six ans.
- La validité de la profession temporaire requiert que le candidat :
  - ait l’âge minimum de 18 ans
  - ait accompli un temps de noviciat,
  - agisse en toute liberté, sans crainte ni tromperie,
  - fasse cette profession explicitement et dans les mains du supérieur légitime.

- Au bout des trois ans, s’il le souhaite, le candidat peut demander une extension (ou la profession perpétuelle) qui lui sera accordée s’il est jugé apte. Dans le cas contraire il quitte l’institut.

- La profession perpétuelle requiert que le candidat :
  - ait au moins 21 ans,
  - ait fait une profession temporaire de trois ans au moins

## Nombre de vœux
Aujourd’hui (contrairement à un passé ancien), tout religieux ou religieuse reconnu comme tel dans l’Église catholique - qu’il appartienne à un institut de vie consacrée ou suive une vocation d’ermite - prononce les trois vœux de pauvreté, chasteté et d'obéissance. 
Beaucoup d’instituts religieux, en particulier ceux qui ont une orientation apostolique, ajoutent à la profession traditionnelle des trois vœux un quatrième vœu exprimant l’esprit de l’institut et son engagement particulier au service du peuple de Dieu. Ainsi: l’engagement à travailler en pays de mission, le désir de s’offrir en rançon pour le rachat de chrétiens captifs (les Mercédaires), l’obéissance spéciale au pape en ce qui concerne les missions (les Jésuites), le service des plus pauvres (les Missionnaires de la Charité), l’apostolat auprès de la jeunesse (les Salésiens. etc)
Ce quatrième vœu doit être approuvé par le Saint-Siège et clairement défini par les constitutions de l’institut religieux concerné, y compris le texte de la profession publique.